# Ana Isabel de Sajonia-Lauenburgo
Ana Isabel de Sajonia-Lauenburgo (23 de agosto de 1624 en Ratzeburg - 27 de mayo de 1688 en Butzbach) fue una duquesa de Sajonia-Lauenburgo por nacimiento y por matrimonio landgravina de Hesse-Homburg.

## Biografía
Ana Isabel era una hija del Duque Augusto de Sajonia-Lauenburgo (1577-1656) y de su primera esposa Isabel Sofía (1599-1627), hija del Duque Juan Adolfo de Holstein-Gottorp.
Contrajo matrimonio el 2 de abril de 1665 en Lübeck con el Landgrave Guillermo Cristóbal de Hesse-Homburg (1625-1681). Para Guillermo Cristóbal, este era su segundo matrimonio. Solo habían sobrevivido dos hijas de su primer matrimonio con Sofía Leonor de Hesse-Darmstadt y se esperaba que el matrimonio con Ana Isabel produciría un heredero. La princesa, que el Landgrave solo conocía por un retrato, se molestó al saber que tenía problemas físicos y no podía tener hijos. Él se casó con ella, según lo prometido, pero pronto buscó el divorcio. El divorcio se pronunció en 1672. Según algunas fuentes, él esperaba una elevada dote, pero sin embargo, la dote que ella aportó era bastante modesta. Según esta teoría, cuando el dinero de ella se agotó, Guillermo Cristóbal la llamó no apta y solicitó el divorcio.
Ana Isabel recibió el Castillo de Philippseck cerca de Butzbach como su residencia. Se dedicó a ayudar a los pobres y fundó escuelas en Bodenrod y Maibach. Murió en Butzbach el 27 de mayo de 1688, a la edad de 64 años, y fue enterrada en la cripta bajo el coro de la iglesia en Münster (un distrito de Butzbach).